# پارک ملی توکینسکو-استانووی
پارک ملی توکینسکو-استانووی (انگلیسی: Tokinsko-Stanovoy National Park) یک پارک ملی حفاظت‌شده در استان آمور کشور روسیه است.